# فيلدج غرين (نيويورك)
فيلدج غرين (بالإنجليزية: Village Green CDP, New York)‏ هي قرية تقع بولاية نيويورك في الولايات المتحدة. تبلغ مساحتها 3.2 كم2، وترتفع عن سطح البحر 134 م، بلغ عدد سكانها 3,891 نسمة في عام 2010 حسب إحصاء مكتب تعداد الولايات المتحدة وتصل الكثافة السكانية فيها 1,215.9 نسمة لكل كيلومتر مربع (3,149.2/ميل2).

## التركيبة السكانية
حدّد مكتب تعداد الولايات المتحدة بيانات التركيبة السكانية لفيلدج غرين في تعداد الولايات المتحدة. في ما يلي، التركيبة السكانية حسب تعدادي 2000 و2010.

### تعداد عام 2000
بلغ عدد سكان فيلدج غرين 3,945 نسمة بحسب تعداد عام 2000، وبلغ عدد الأسر 1,896 أسرة وعدد العائلات 1,033 عائلة مقيمة في القرية. في حين سجلت الكثافة السكانية 1,232.8 نسمة لكل كيلومتر مربع (3,192.9/ميل2). وبلغ عدد الوحدات السكنية 2,053 وحدة بمتوسط كثافة قدره 641.6 لكل كيلومتر مربع (1,661.7/ميل2).
وتوزع التركيب العرقي للقرية بنسبة 96.76% من البيض و1.04% من الأمريكيين الأفارقة و0.23% من الأمريكيين الأصليين و0.74% من الأمريكيين ذوي الأصول الآسيوية و0.33% من الأعراق الأخرى و0.91% من عرقين مختلطين أو أكثر و1.14% من الهسبانيون أو اللاتينيون من أي عرق.
بلغ عدد الأسر 1,896 أسرة كانت نسبة 25.8% منها لديها أطفال تحت سن الثامنة عشر تعيش معهم، وبلغت نسبة الأزواج القاطنين مع بعضهم البعض 41.7% من أصل المجموع الكلي للأسر، ونسبة 9.8% من الأسر كان لديها معيلات من الإناث دون وجود شريك، بينما كانت نسبة 3% من الأسر لديها معيلون من الذكور دون وجود شريكة وكانت نسبة 45.5% من غير العائلات. تألفت نسبة 38.4% من أصل جميع الأسر من عدة أفراد يعيشون في نفس المنزل ونسبة 10% كانت تتألف من شخص يعيش بمفرده يبلغ من العمر 65 عاماً أو أكثر. وبلغ متوسط حجم الأسرة المعيشية 2.08، أما متوسط حجم العائلات فبلغ 2.78.
بلغ العمر الوسطي للسكان 37.8 عاماً. وكانت نسبة 20.9% من القاطنين تحت سن الثامنة عشر، وكانت نسبة 6.3% بين الثامنة عشر والرابعة والعشرين عاماً، ونسبة 35.2% كانت واقعةً في الفئة العمرية ما بين الخامسة والعشرين والرابعة والأربعين عاماً، ونسبة 25.1% كانت ما بين الخامسة والأربعين والرابعة والستين، ونسبة 12.4% كانت ضمن فئة الخامسة والستين عاماً فما فوق. يوجد لكل 100 أنثى 88.8 ذكر، ويوجد لكل 100 أنثى في الثامنة عشر من عمرها فما فوق 86.7 ذكر.
بلغ متوسط دخل الأسرة في القرية 43,243 دولارًا، أما متوسط دخل العائلة فبلغ 50,278 دولارًا. وكان متوسط دخل الذكور 36,686 دولارًا مقابل 29,519 دولارًا للإناث. وسجل دخل الفرد الخاص بالقرية 23,559 دولارًا. وكانت نسبة 5.9% من العائلات ونسبة 6.2% من السكان تحت خط الفقر، وكان من هؤلاء نسبة 9.8% تحت سن الثامنة عشر ونسبة 6.1% في الخامسة والستين من العمر وما فوق.

### تعداد عام 2010
بلغ عدد سكان فيلدج غرين 3,891 نسمة بحسب تعداد عام 2010، وبلغ عدد الأسر 1,946 أسرة وعدد العائلات 963 عائلة مقيمة في القرية. في حين سجلت الكثافة السكانية 1,215.9 نسمة لكل كيلومتر مربع (3,149.2/ميل2). وبلغ عدد الوحدات السكنية 2,086 وحدة بمتوسط كثافة قدره 651.9 لكل كيلومتر مربع (1,688.4/ميل2).
وتوزع التركيب العرقي للقرية بنسبة 93.93% من البيض و2.21% من الأمريكيين الأفارقة و0.41% من الأمريكيين الأصليين و1.16% من الأمريكيين ذوي الأصول الآسيوية و0.03% من سكان جزر المحيط الهادئ و0.46% من الأعراق الأخرى و1.80% من عرقين مختلطين أو أكثر و2.21% من الهسبانيون أو اللاتينيون من أي عرق.
بلغ عدد الأسر 1,946 أسرة كانت نسبة 22.3% منها لديها أطفال تحت سن الثامنة عشر تعيش معهم، وبلغت نسبة الأزواج القاطنين مع بعضهم البعض 34.1% من أصل المجموع الكلي للأسر، ونسبة 10.8% من الأسر كان لديها معيلات من الإناث دون وجود شريك، بينما كانت نسبة 4.5% من الأسر لديها معيلون من الذكور دون وجود شريكة وكانت نسبة 50.5% من غير العائلات. تألفت نسبة 40.1% من أصل جميع الأسر من عدة أفراد يعيشون في نفس المنزل ونسبة 13% كانت تتألف من شخص يعيش بمفرده يبلغ من العمر 65 عاماً أو أكثر. وبلغ متوسط حجم الأسرة المعيشية 2.00، أما متوسط حجم العائلات فبلغ 2.69.
بلغ العمر الوسطي للسكان 41.7 عاماً. وكانت نسبة 17.5% من القاطنين تحت سن الثامنة عشر، وكانت نسبة 8.9% بين الثامنة عشر والرابعة والعشرين عاماً، ونسبة 27.9% كانت واقعةً في الفئة العمرية ما بين الخامسة والعشرين والرابعة والأربعين عاماً، ونسبة 28.9% كانت ما بين الخامسة والأربعين والرابعة والستين، ونسبة 16.7% كانت ضمن فئة الخامسة والستين عاماً فما فوق. وتوزع التركيب الجنسي للسكان بنسبة 47.8% ذكور و52.2% إناث.